# Jean Barets
Pour l’écrivain français, voir Stan Barets.
Jean Barets, né le 7 novembre 1921 à Biarritz et décédé le 25 octobre 1990 à Paris 15e, est un ingénieur, idéologue et essayiste français, l'un des fondateurs du mouvement Technique et démocratie.

## Biographie
Autodidacte, Barets est promu ingénieur des travaux publics dans le cadre du concours institué par l’État en 1947. D'abord ingénieur des Ets Sainrapt et Brice, et auteur d'une monographie sur le calcul du béton précontraint, il s'établit à son compte en 1953 avec son propre bureau d’études, la CO.F.EBA. (Compagnie Française d’Engineering BArets) et met au point des procédés de préfabrication pour le bâtiment.

## Nouvelles équations politiques
Personnage flamboyant, Barets se présente à l’Élection présidentielle de 1965 sous l'étiquette « Technique et Démocratie », mouvement qu'il a créé et qui est mû par le projet positiviste d’imposer la science en politique.
Le mouvement lui-même fut handicapé par le choix malheureux de son nom, qui rappelait malencontreusement celui de « technocratie ». Le Canard enchaîné en ayant fait la remarque, Barets lui écrivit aussitôt une lettre de mise au point tutoyant allègrement le Canard, publiée dès la semaine suivante par celui-ci.
L'ouvrage principal où Barets présente ses idées est Nouvelles Équations politiques, où il détaille les grandes lignes de son mouvement, dont la nécessité selon lui de quitter le mode de raisonnement « idéologique » encore très en vigueur à l'époque, et aussi de bien séparer en politique :
- la part de technique, que la recherche opérationnelle alors en pleine expansion devait selon lui suffire à trancher tous partis confondus
- la part de psychologie, qui motivait les peuples à entreprendre de grands projets, parfois pour le meilleur, parfois aussi avec des résultats funestes[6].

L'ouvrage est empreint de références à la cybernétique, discipline alors en vogue. De nombreuses sociétés sont comparées, à plusieurs époques et sur plusieurs continents, et Barets essaie de mettre en place des règles de développement des sociétés humaines faisant intervenir des invariants qu'il nomme « forces globales ».
Le concept d'émergence n'étant pas encore bien dégagé en 1964, les développements ne le font pas intervenir, mais sa connaissance modifie la lecture de l'ouvrage à la lumière des paradigmes qui ne sont apparus que postérieurement à sa rédaction.
On verra au début du XXIe siècle Jared Diamond reprendre cette méthodologie pour l'ensemble des grandes civilisations disparues, ainsi que de façon plus locale pour les sociétés existantes Olivier Todd.

## Autres ouvrages

### Essais politiques
- La Fin des politiques, Calmann-Lévy, 1962.
- La Politique en révolution, Robert Laffont, 1970.

### Ouvrages divers
- Le Béton précontraint — Éléments de calcul (1949, préface de Freyssinet ; rééd. 1953 et 1957, avec Armand Pons), éd. Eyrolles, Paris
- L'Astrologie rencontre la science, Dervy-livres, 1977